# Oliver Bott
Oliver Johannes Bott (* 24. März 1968 in Bückeburg) ist Professor für medizinische Informatik an der Hochschule Hannover.

## Leben und Auszeichnungen
Seine Arbeitsschwerpunkte an der Hochschule Hannover sind medizinische Informationssysteme, Methodik (Analyse und Entwurf mit Modellierungs- und Simulationstechniken, Architekturkonzepte, speziell eHealth/Telemedizin/EGA) und computergestützte Lehr- und Lernsysteme in der Medizin. 
Oliver Bott ist Mitglied in verschiedenen Berufsverbänden wie dem Berufsverband Medizinischer Informatiker und der Gesellschaft für Informatik. 
Er erhielt 2010 den Wissenschaftspreis Niedersachsen in der Kategorie „Wissenschaftler an Hochschulen“.

## Publikationen (Auswahl)
- Zur Architektur vorgangsunterstützender Informationssysteme im Krankenhaus: Der Leistungsprozess im Krankenhaus und seine informationstechnische Unterstützung. Dissertation, Technische Universität Braunschweig, 2001.